# 1 Elizabeth
1 Elizabeth es un rascacielos en Sídney, Australia. Diseñada por Johnson Pilton Walker, la torre tiene una altura de 174 metros.

## Historia
Las obras de construcción del edificio, construido por Macquarie Group y diseñado por el estudio de arquitectura Johnson Pilton Walker, comenzaron en 2020 y finalizarán en 2024.  Una vez finalizado, el edificio se convertirá en la nueva sede mundial de Macquarie Group, lo que permitirá que los empleados del grupo se reúnan en un solo lugar en más de 20 años. 